# Estación Chas
Chas es una estación ferroviaria ubicada en el paraje rural homónimo, en el partido de General Belgrano, Provincia de Buenos Aires, Argentina.

## Servicios
Es una estación intermedia del ramal entre Altamirano y Las Flores. También desde aquí partía un ramal hacia Ayacucho.
No presta servicios de pasajeros.
Sus vías están concesionadas a la empresa privada de cargas Ferrosur Roca. Sin embargo, el último tren que corrió por este ramal fue en 2005.